# Klanopraška čínská

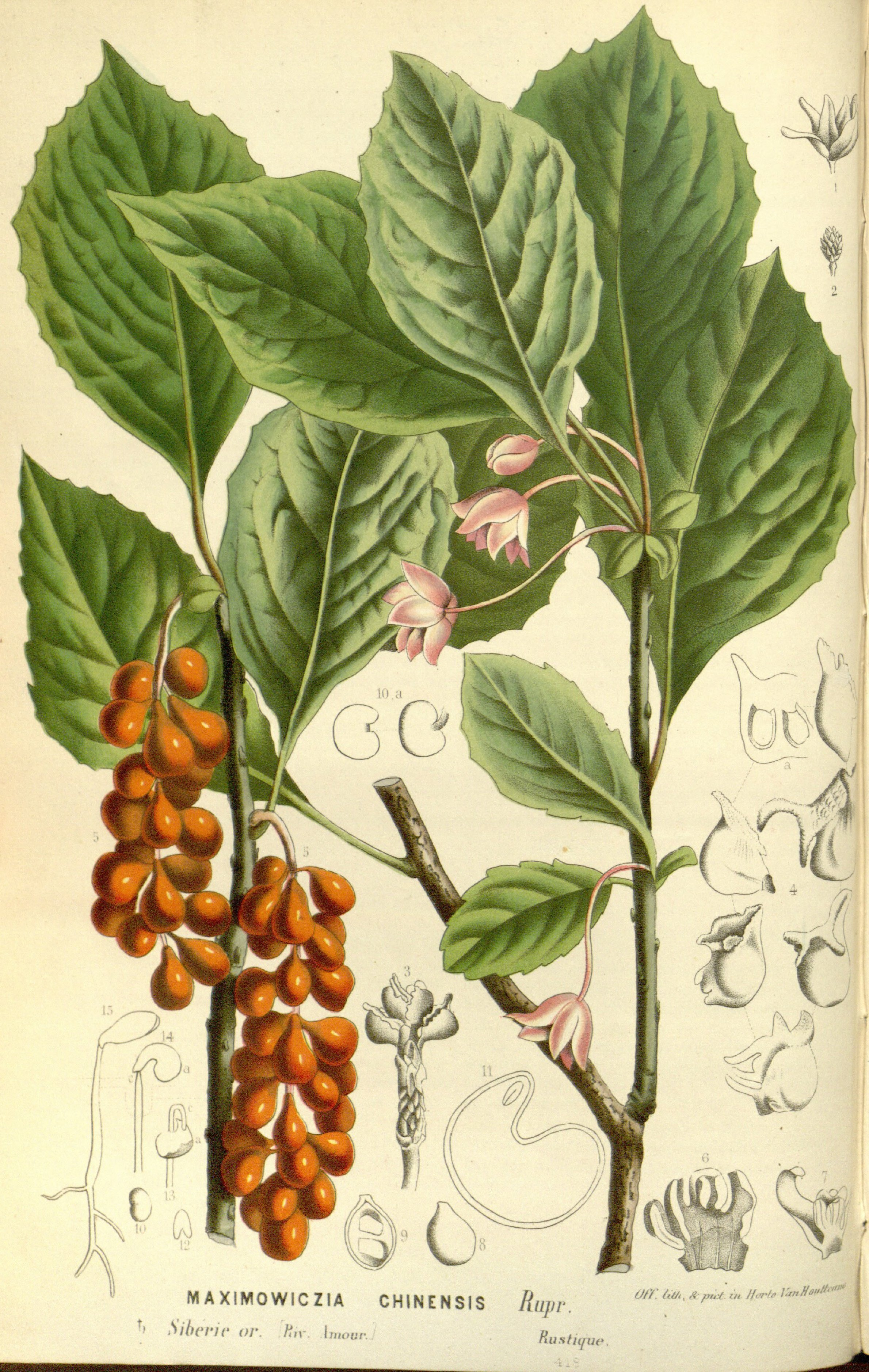
Kresba klanoprašky čínské z poloviny 19. století

Klanopraška čínská (Schisandra chinensis), též magnolka čínská či limoník, je rostlina z čeledi klanopraškovité (Schisandraceae). Je to dřevitá liána s jednoduchými střídavými listy a pravidelnými bělavými květy, pocházející z východní Asie. Červené bobule jsou jedlé, rostlina má využití v medicíně a je pěstována i v ČR jako okrasná rostlina, nápadná zejména na podzim podlouhlými souplodími červených bobulí.

## Popis
Klanopraška čínská je opadavá, keřovitá, pravotočivá liána bez úponků, dorůstající podle podmínek až do délky 10 a více metrů. Listy jsou světle zelené, poměrně tenké, eliptické až obvejčité. Žilnatina je zpeřená, se 3 až 7 páry postranních žilek. Čepel listů je 4,5 až 8 cm dlouhá, 2,5 až 6,5 cm široká, na okraji zoubkatá až pilovitá, na bázi klínovitá, na vrcholu krátce zašpičatělá. Zdřevnatělé stonky příjemně voní. Květy jsou jednotlivé, vonné, jednopohlavné a vyrůstají na bázi mladých výhonů. Okvětí je bílé, krémové nebo narůžovělé, nerozlišené, složené z 5 až 9 volných lístků. Tyčinek v samčích květech je nejčastěji 5, řidčeji méně nebo více (4 až 7). V samičích květech je 14 až 40 volných pestíčků. Plodem je podlouhlé souplodí růžovočervených až červených bobulí. Bobule jsou asi 5 až 7,5 mm velké.

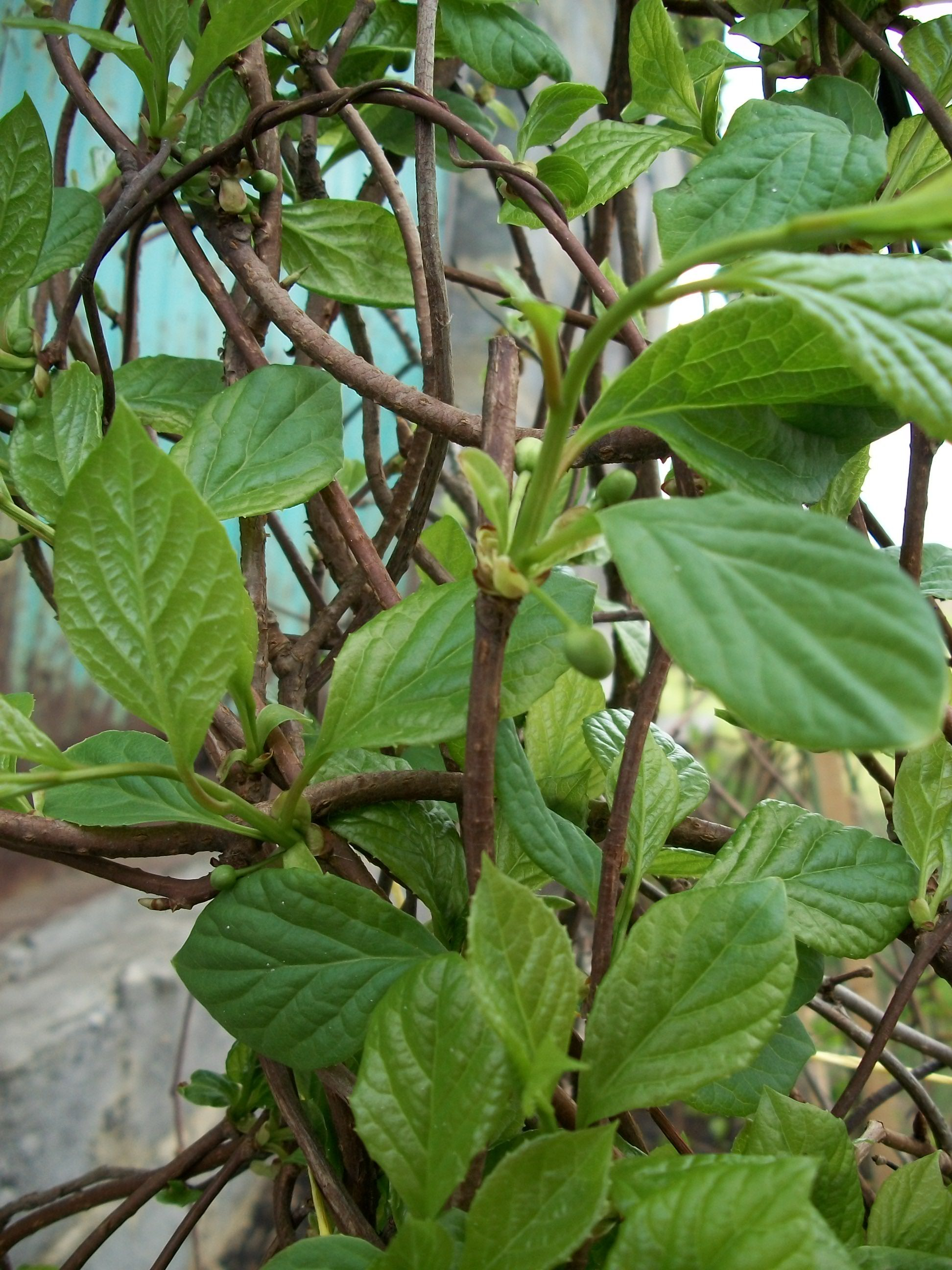
Klanopraška čínská
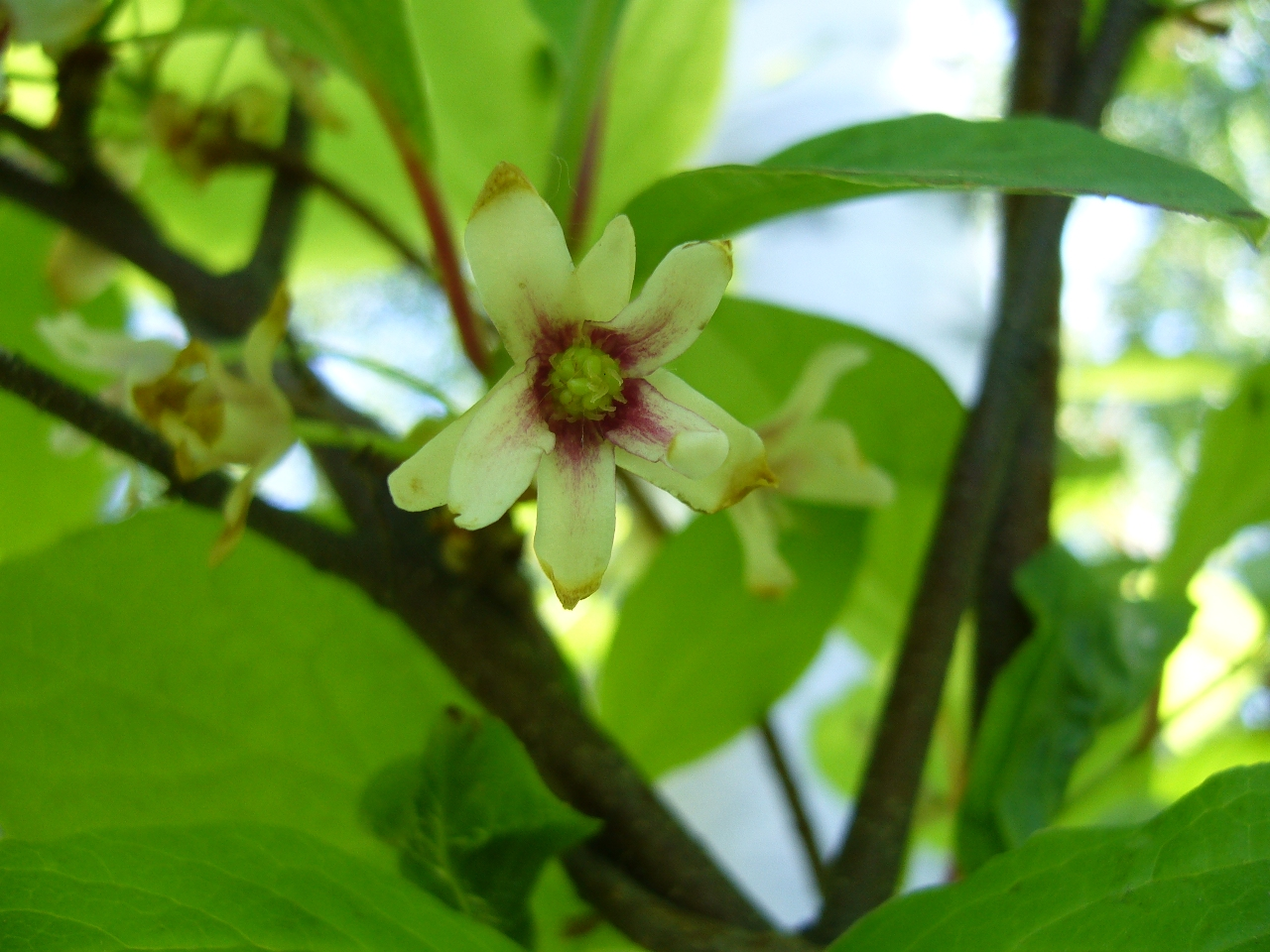
Samičí květ klanoprašky čínské
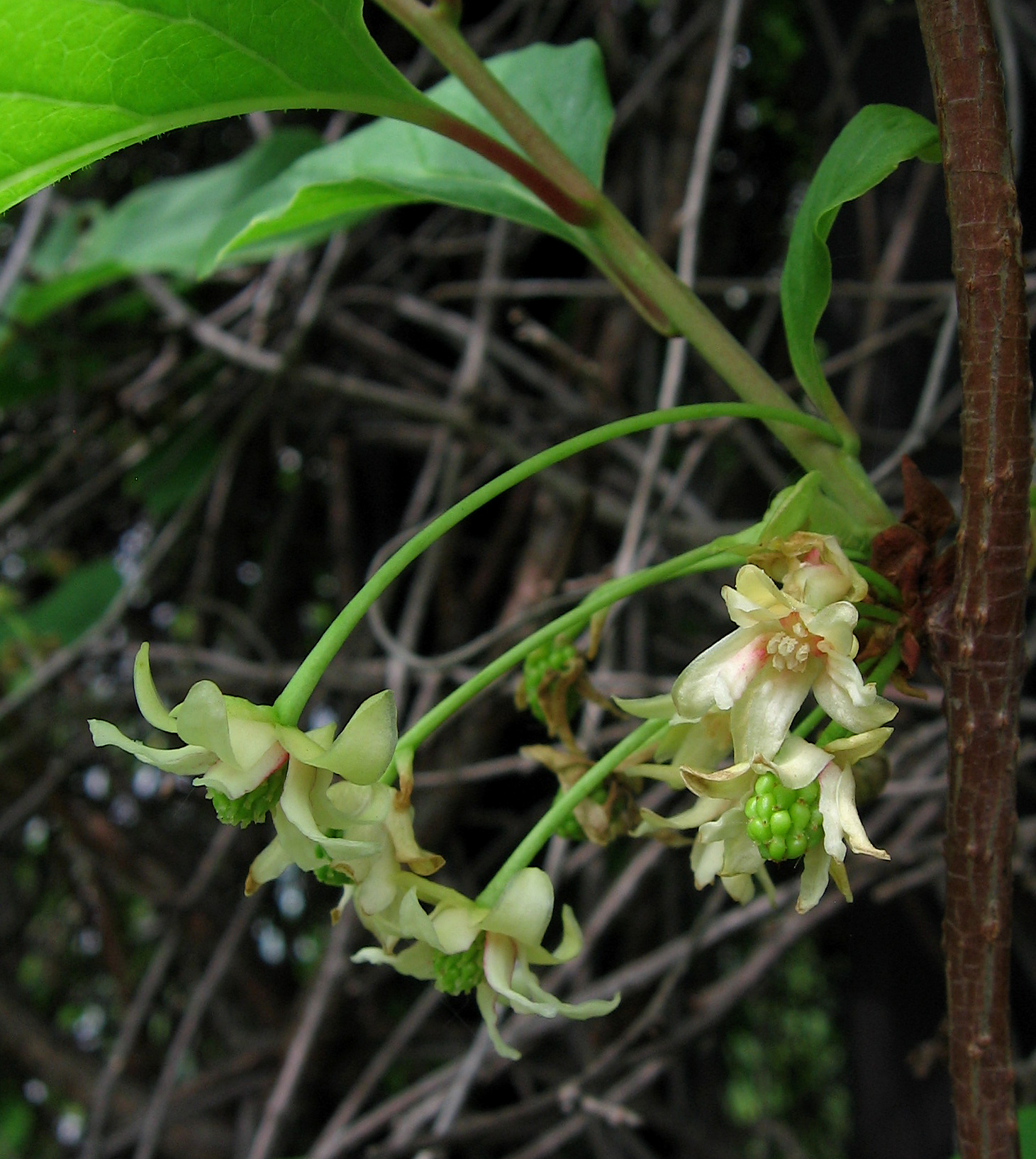
Převážně samičí, vpravo nahoře samčí květ klanosprašky
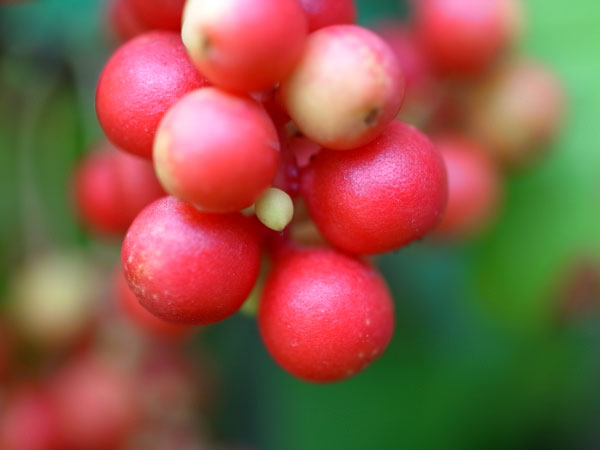
Detail plodů

## Rozšíření
Klanopraška čínská je přirozeně rozšířena v Asii v severovýchodní Číně v provinciích Che-pej, Chej-lung-ťiang, Ťi-lin, Liao-ning, Vnitřní Mongolsko a Šan-si, v severním Japonsku, Koreji a na ruském Dálném východě.

## Obsahové látky
Červené plody obsahují značný podíl slizů: 7,8 % pryskyřičnatých látek, 8,4 % kyseliny jablečné, 11,36 % kyseliny citronové a 0,8 % kyseliny vinné a 350 až 580 mg kyseliny askorbové ve 100 g a další látky. Účinné adaptogenní složky se nazývají schizandriny a jsou obsaženy hlavně v semenech.

## Pěstování klanoprašky čínské
Klanopraška čínská pochází z Dálného východu a je přizpůsobená vnitrozemskému podnebí. Snáší i silné mrazy do -35 °C, ale po zahájení vegetačního období bývá v našich podmínkách poškozována jarními mrazíky. Je-li to možné, snažíme nástup vegetace oddálit. Pro mladé rostliny je vhodná na zimu ochrana přikrytím. Velmi vhodné je pro ni mulčování po celý rok, protože v létě pomáhá udržet vláhu v půdě a v předjaří brání přílišnému prohřívání povrchových vrstev půdy a tím i předčasnému rašení.
Rozmnožování je nejsnadnější vegetativní z kořenových výhonků, které silnější mateční rostlina vytváří v poměrně velkém počtu. Generativní rozmnožování je již obtížnější, protože stratifikace semen je u klanoprašky nutností. Dokončení vývoje semen totiž proběhne právě při stratifikaci. Praktické provedení spočívá v uložení semen po sběru na 3 - 4 měsíce při pokojové teplotě a potom asi na 2 měsíce před vlastním výsevem do vlhkého hrubozrnného písku při snížené teplotě (kolem 5 °C, nejlépe v chladničce). Mladé semenáče mají jemný kořenový systém a rostou z počátku velmi pomalu (roční přírůstek je několik cm).
V prvních letech po výsadbě roste dosti pomalu, v našich podmínkách začíná růst zrychlovat většinou tak třetím rokem. Dorůstá podle podmínek až do délky 10 a více metrů. Má velmi mělký kořenový systém, proto roste lépe tam, kde je v letních měsících dostatek vláhy. Nevhodné jsou těžké málo propustné hlinité půdy, nejvhodnější jsou půdy vlhké a dobře odvodňované. Protože se jedná o liánu, vyžaduje pro svůj růst oporu, po které se může pnout. Pro výsadbu na trvalé stanoviště je nejlepší časné jaro, ještě než začne růst.
Tři až čtyři roky po výsadbě na trvalé stanoviště začne nasazovat klanopraška krémově bílé až narůžovělé vonné květy (v prvních letech zpravidla pouze samčí), a v dalších letech se objeví i plody. Bobule o průměru do 1 cm jsou šarlatově červené a narůstají podobně jako rybíz v hroznech.

## Použití
Klanopraška čínská se pěstuje jako okrasná a léčivá rostlina, ozdobná jasně červenými bobulovitými souplodími. Bobule jsou jedlé, ale mají hořkokyselou, nepříjemně pryskyřičnou chuť. Rostlina snáší velmi silné mrazy, ale našich podmínkách je občas po narašení poškozována jarními mrazíky. Obsahové látky posilují nervovou soustavu, zvyšují duševní i fyzickou aktivitu, působí protidepresivně, zahánějí spánek a snižují únavu. Klanopraška patří mezi takzvané adaptogeny, tedy látky zvyšující odolnost organismu při zátěži a v extrémních podmínkách. Sbírají se plody, případně i větvičky. Připravují se z ní lihové tinktury, dá se použít i jako čaj.

## Galerie

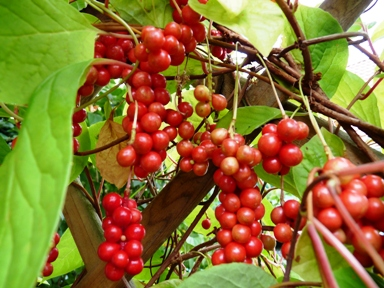
Bohatě plodící klanopraška
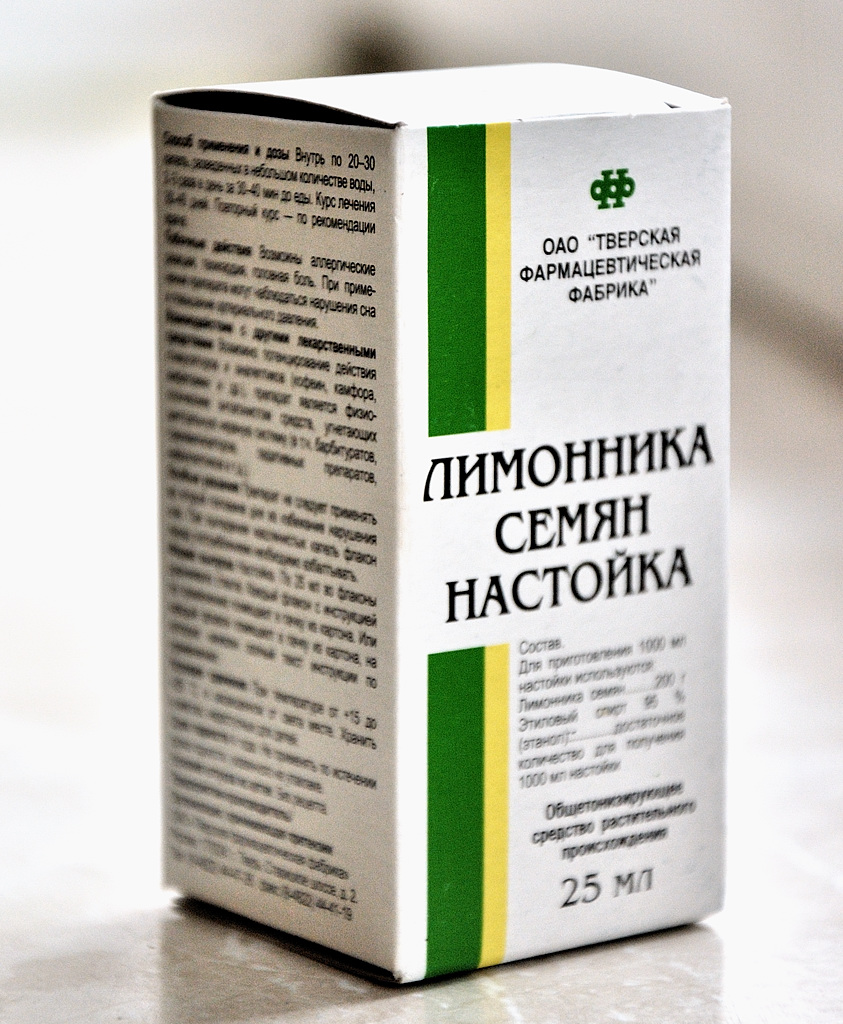
Extrakt z klanoprašky
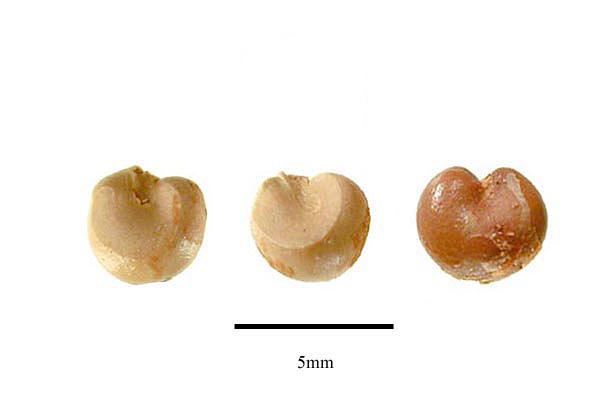
Semena klanoprašky